# Nove Jîttea, Djankoi
Nove Jîttea (în ucraineană Нове Життя) este un sat în comuna Pobiedne din raionul Djankoi, Republica Autonomă Crimeea, Ucraina.

## Demografie
Componența lingvistică a localității Nove Jîttea
     Rusă (44,63%)
     Ucraineană (30,16%)
     Tătară crimeeană (24,61%)
     Alte limbi (0,24%)
Conform recensământului din 2001, nu exista o limbă vorbită de majoritatea populației, aceasta fiind compusă din vorbitori de rusă (44,63%), ucraineană (30,16%) și tătară crimeeană (24,61%).